# David Atanga
David Atanga, né le 25 décembre 1996 à Bolgatanga au Ghana, est un footballeur ghanéen. Il évolue au poste d'ailier droit au Wolfsberger AC.

## Biographie

### En club
Atanga rejoint l'académie du Red Bull Salzbourg en 2014. En juin 2015, Atanga signe un nouveau contrat de cinq ans avec le club. Le 25 juillet, il fait ses débuts en équipe première avec le Red Bull Salzbourg.
Le 1er juillet 2016, Atanga est prêté à l'équipe du FC Heidenheim. Après seulement quatre rencontres pour Heidenheim, Atanga retourne à Salzbourg avant de repartir en prêt. Pendant son séjour en Autriche, Atanga joue 36 fois et inscrit 12 buts pour l'équipe réserve de Salzbourg, le FC Liefering. Le 19 janvier 2017, Atanga rejoint le SV Mattersburg pour un prêt de six mois.
En juin 2018, il rejoint Greuther Fürth  en prêt pour la saison 2018-2019.
En juin 2019, il signe avec le club du Kieler SV pour la saison 2019-2020. Il signe un contrat de trois ans avec le club allemand.
Le 18 janvier 2021, Atanga est prêté au club autrichien de l'Admira Wacker jusqu'à la fin de la saison .
Le 6 août 2021, le KV Ostende annonce la signature du joueur pour trois ans .
Le 26 juillet 2024, David Atanga signe au Wolfsberger AC pour un contrat de deux ans.

## Palmarès
- RB Salzbourg:
  - Bundesliga: Champion en 2015, 2016 et 2018
  - Coupe d'Autriche: Vainqueur en 2016
- Wolfsberger AC:
  - Coupe d'Autriche: Vainqueur en 2025[6],[7]